# Krik (film)
Krik (izvirni angleški naslov Scream) je ameriška grozljivka iz leta 1996, delo filmskega režiserja Wesa Cravna in scenarista Kevina Williamsona. V njem igrajo David Arquette, Neve Campbell, Courteney Cox, Matthew Lillard, Rose McGowan, Skeet Ulrich in Drew Barrymore. Film je bil izdan 20. decembra 1996. Krik sledi junakinji Sidney Prescott (Campbell), študentki, srednje šole v izmišljenem mestu Woodsboro v Kaliforniji, ki postane tarča skrivnostnega morilca znanega kot Ghostface. Ostali glavni junaki so Sidneyina najboljša prijateljica Tatum Riley (McGowan), Sidneyin fant Billy Loomis (Ulrich), Billyev najboljši prijatelj Stu Macher (Lillard), filmski oboževalec (Jamie Kennedy), šerifov namestnik (Arquette) in novinarka poročil Gale Weathers (Cox). Film vsebuje elemente nasilja in klišejev iz popularnih grozljivk kot sta Noč čarovnic (Halloween) in Petek 13. (Friday the 13.th).
Film je bil delno posnet po resničnem dogodku Gainevilleja Ripperja. Williamson je scenarij napisal zaradi navdušenja nad grozljivkami, še posebej nad Nočjo čarovnic iz leta 1978. Scenarij se je najprej imenoval Strašen film (Scary Movie), toda ko ga je kupil Dimension Films je bil preimenovan s strani Weinstein Brothers, tik preden je bilo snemanje končano. Film je postal velika finančna senzacija in senzacija kritikov. Zaslužil je 173 milijonov $ in tako postal najbolj dobičkonosen film v tem žanru grozljivk v ZDA. Film je prejel nekaj nagrad in nekaj nominacij. Glasba Marca Beltramija je prejela veliko pohval, in je bila imenovana za eno najbolj znanih glasb za grozljivke. Dobila je zelo status ''kultna''. Krik je tako k temu žanru pritegnil veliko občinstva, povečalo se je predvsem žensko občinstvo. 
Krik je oživel grozljivke po številnih franšizah iz 70. in 80. Tudi njegova nadaljevanja so požela velik uspeh. Krik 2 (Scream 2) je požel leta 1997 enak uspeh kot prvi film, po mnenju kritikov. Film je navdušil predvsem s prikazovanjem nasilja in umorov.

## Vsebina
Srednješolka Casey Becker prejme klic neznanca, ki jo sprašuje, ''Katera je tvoja najljubša grozljivka ?'' Situacija se hitro spremeni, ko se izkaže, da je klicatelj sadističen in ji začne streči po življenju. Trdi, da ima njenega fanta Steva Ortha za talca. Ko Casey odgovori napačno na vprašanje o grozljivkah, je Steve umorjen. Ko Casey ne želi več govoriti s klicateljem, jo napade in ubije zamaskiran morilec. Njeni starši se vrnejo domov in najdejo Casey viseti iz drevesa.
Naslednji dan se novinarji odpravijo v mesto in policija začne preiskovati dogodke. Medtem se Sidney Prescott sooča z obletnico umora njene mame, ki jo je pred enim letom umoril Cotton Weary. Ko doma čaka na prijateljico Tatum Riley, Sidney prejme grozeč telefonski klic. Ko prekine, jo napade morilec. Sineyin fant Billy Loomis, pride k njej v kratkem, kjer izpusti telefon, zaradi katerega Sidney meni da jo je on klical, zato zbeži. Billya aretirajo, Sidney pa prespi pri Tatum.
Naslednji dan Billya izpustijo. Osumljenec postane Sidneyin oče, Neil Prescott, ker so klici prišli iz njegovega telefona. Šola preneha z delovanjem zaradi umorov, in ko jo vsi študenti zapustijo, je ravnatelj Himbry zaboden do smrti v svoji pisarni. Tatumin fant Stu Macher organizira zabavo, ker je šola zaprta. Zabave se udeležijo Sidney, Tatum, njihov prijatelj Randy Meeks in ostali študenti. Novinarka Gale Weathers se zabave udeleži nepovabljena, ker meni da bo morilec spet udaril. Tatumin brat, šerifov namestnik Dewey Riley, prav tako pričakuje morilca na zabavi. Tatum je umorjena na zabavi, ko ji garažna vrata zmečkajo glavo. Billy pride, da bi se pogovoril s Sidney na samem, kjer naredita nov korak v svojem razmerju. Dewey in Gale medtem preiskujeta zapuščen avtomobil. Mnogo študentov zapusti zabavo, ko slišijo za Hmibryevo smrt; ostanejo le Sidney, Billy, Randy, Stu in Galein snemalec Kenny.
Po seksu, Sidney in Billya napade morilec, ki na videz ubije Billya. Sidney pobegne in poišče pomoč pri Kennyu, katerega morilec prav tako ubije in Sidney spet zbeži. Gale in Dewey odkrijeta, da je lastnik avta Neil Prescott. Ker verjameta, da je on morilec, sta prepričana da bo na zabavi nadaljeval s svojim delom. Gale poskuša zapustiti prizorišče s svojim kombijem, vendar skoraj povozi Sidney in zaide iz ceste. Medtem je Dewey zaboden v hrbet med preiskovanjem hiše, in Sidney mu vzame pištolo. Nato prideta Stu in Randy, ki obtožujeta drug drugega, da je morilec. Sidney se vrne v hišo, kjer najde Billya ranjenega vendar še vedno živega. Sidney mu da pištolo, on pa spusti Randya v hišo in ga ustreli. Billy prizna, da je on morilec, in da je Stu njegov pomagač. 
Billy in Stu izdata načrt, da bosta ubila Sidney in za vse obtožila njenega očeta, ki ga imata za talca že lep čas. Oba prizanta, da sta ubila njeno mamo Maureen. Billy pove, da jo je ubil iz maščevanja ker je imela Sidneyina mama afero z njegovim očetom, ki je zato zapustil njegovo mamo. Gale se živa vrne v hišo in Sidney ubije Stuja. Vstane tudi Randy, ki je le poškodovan. Billy jo napade, vendar ga Sidney ustreli v glavo. Ko vzide sonce, prihiti policija in reševalci odpeljejo živega, vendar težko poškodovanega Deweya. Gale pa naredi prispevek o dogodkih, ki so se zgodili ponoči.

## Igralci
- Neve Campbell kot Sidney Prescott
- David Arquette kot Dwight "Dewey" Riley
- Courteney Cox kot Gale Weathers
- Skeet Ulrich kot Billy Loomis
- Matthew Lillard kot Stu Macher
- Rose McGowan kot Tatum Riley
- Jamie Kennedy kot Randy Meeks
- Drew Barrymore kot Casey Becker
- Joseph Whipp kot šerif Burke
- W. Earl Brown kot Kenny
- Liev Schreiber kot Cotton Weary
- Henry Winkler kot ravnatelj Himbry
- Kevin Patrick Walls kot Steve Orth
- Lawrence Hect kot Neil Prescott
- Roger L. Jackson kot morilec (glas)